# Adolf zu Hohenlohe-Ingelfingen

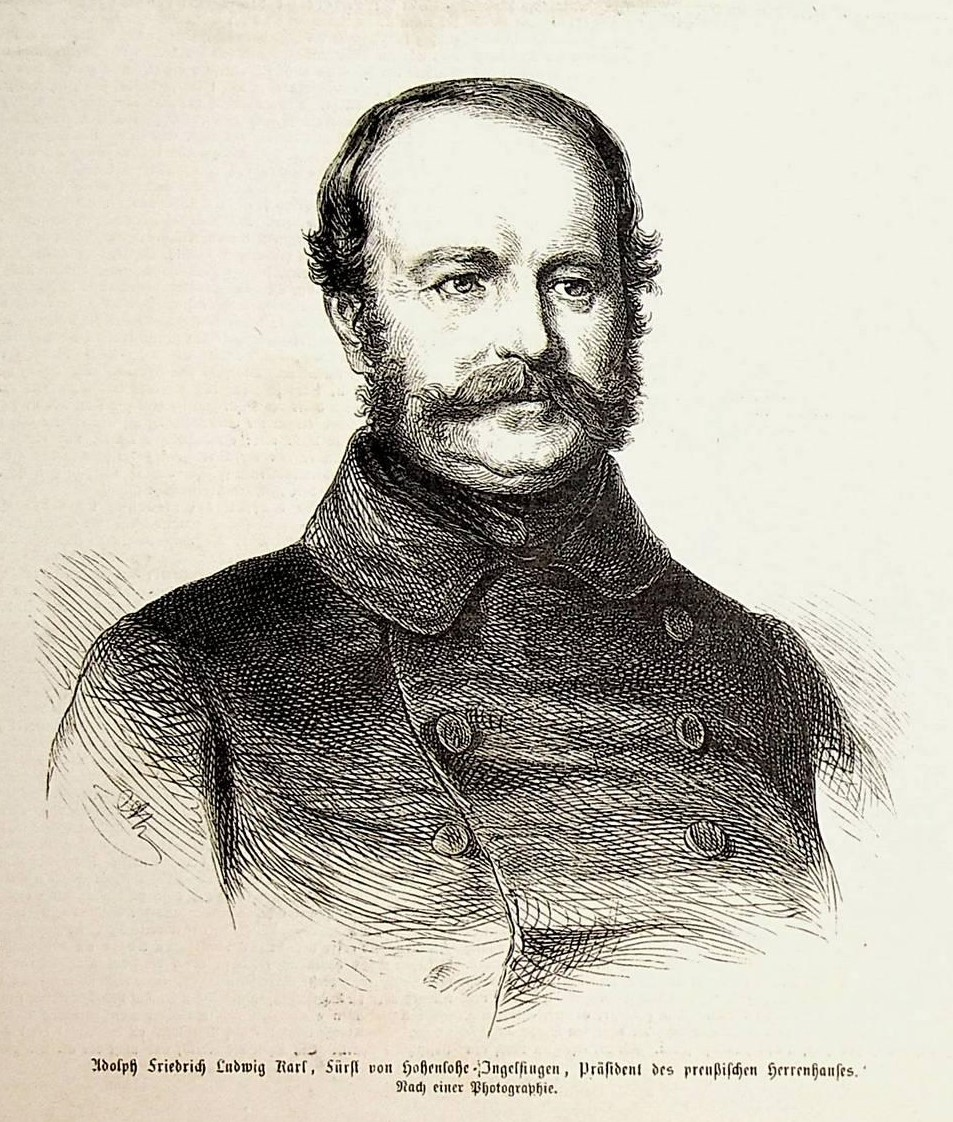
Adolf zu Hohenlohe-Ingelfingen omstreeks 1860

Adolf Karl Friedrich Ludwig Prinz zu Hohenlohe-Ingelfingen (Breslau, 29 januari 1797 - Koschentin, 24 april 1873) was een Duits militair en politicus. Hij was een zoon van Friedrich Ludwig zu Hohenlohe-Ingelfingen en de vader van Kraft Karl August zu Hohenlohe-Ingelfingen.
Hij nam in 1815 deel aan de strijd tegen Napoleon, wijdde zich daarna aan de landbouw en was actief als districtscommissaris en officier. Met name bij de bewaking van de Poolse grens onderscheidde hij zich. Later werd hij lid van de provinciale landdag van Silezië en de Verenigde Landdag (1847). Sinds 1850 had hij zitting in het Erfurter Parlement en de Pruisische Eerste Kamer, in 1856 werd hij president van het Herrenhaus. Na het aftreden van het liberale kabinet op 11 maart 1862 leidde hij het nieuwe conservatieve ministerie. Dit ambt stond hij echter al op 23 september van datzelfde jaar af aan Otto von Bismarck. Hij stierf op 24 april 1873.
Adolf Heinrich von Arnim-Boitzenburg · Ludolf Camphausen · Rudolf von Auerswald · Ernst von Pfuel · Friedrich Wilhelm von Brandenburg · Adalbert von Ladenberg (a.i.) · Otto Theodor von Manteuffel · Karel Anton van Hohenzollern-Sigmaringen · Adolf zu Hohenlohe-Ingelfingen (a.i.) · Otto von Bismarck · Albrecht von Roon · Otto von Bismarck · Leo von Caprivi · Botho zu Eulenburg · Chlodwig zu Hohenlohe-Schillingsfürst · Bernhard von Bülow · Theobald von Bethmann Hollweg · Georg Michaelis · Georg von Hertling · Max van Baden · Paul Hirsch · Heinrich Ströbel · Paul Hirsch · Otto Braun · Adam Stegerwald · Otto Braun · Wilhelm Marx · Otto Braun · Hermann Göring
- Gemeinsame Normdatei: 137601093
- International Standard Name Identifier: 0000 0000 5673 0425
- Library of Congress Control Number: no2019100170
- Nationale Bibliotheek van Israël: 987010649935705171
- Virtual International Authority File: 81771561